# Laothus numen
Laothus numen is een vlinder uit de familie van de Lycaenidae. De wetenschappelijke naam van de soort werd als Thecla numen in 1907 gepubliceerd door Hamilton Herbert Druce.